# Meteoropatía
Meteoropatía es una palabra derivada del griego meteoros («alto en el cielo») y pathos («enfermedad»), que indica cualquier patología que se desencadena o se agrava ante unas condiciones meteorológicas concretas. La ciencia que se ocupa de los efectos nocivos sobre la salud humana, provocados por las variaciones de los fenómenos meteorológicos, se denomina meteoropatología o biometeorología médica. Algunos autores utilizan el término para referirse a cualquier trastorno psico-orgánico que pueda relacionarse con factores meteorológicos.

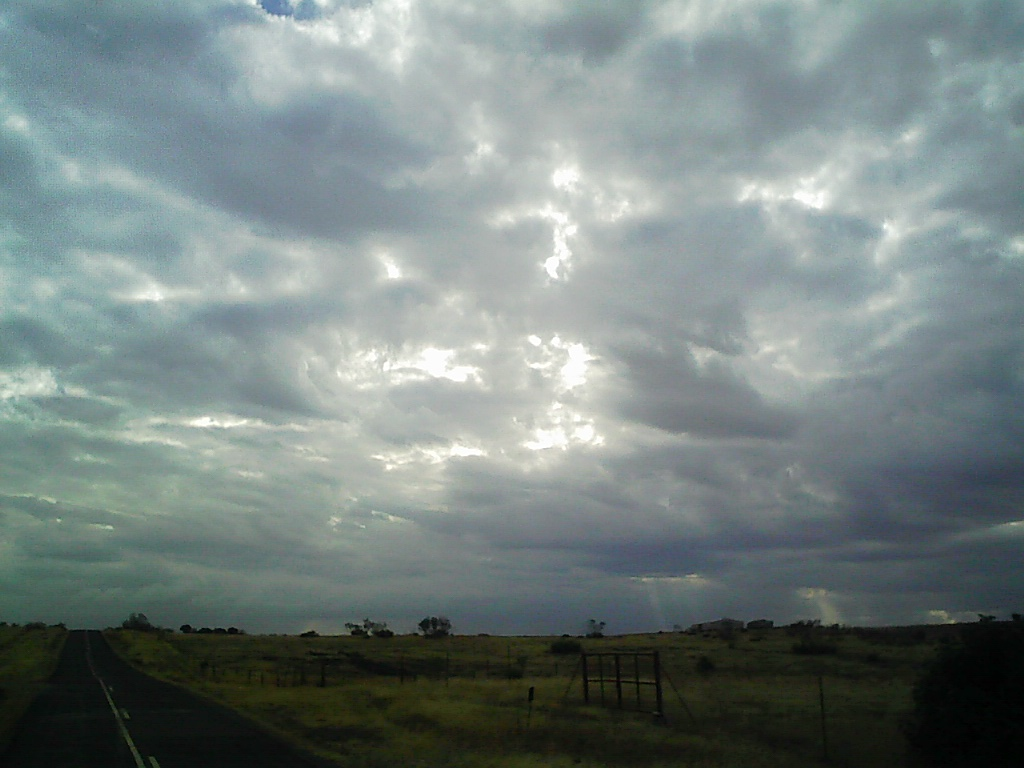
Cielo cubierto en Abenójar

En los individuos meteorosensibles, los descensos de presión atmosférica pueden conllevar, de manera transitoria, alteraciones del sueño y sensación de ofuscamiento con pérdida de concentración, memoria y reflejos. Igualmente se pueden presentar dolencias en articulaciones o en zonas donde se ha sufrido un traumatismo. El viento fuerte durante días y los cambios bruscos del tiempo pueden causar dolores de cabeza, irritabilidad o ansiedad. En un estadio menos severo, las alteraciones de la luz (p.e. varios días nubosos) pueden afectar al estado de ánimo; incluso se ha comprobado en los colegios que, horas antes de que se ponga a llover, los niños están más nerviosos de lo habitual.
Desde los tiempos de Hipócrates se ha comprobado picos de incidencia de determinadas enfermedades ante situaciones meteorológicas concretas. Se considera que una tercera parte de la población general acusa una notable meteorosensibilidad, con predisposición a manifestar síntomas orgánicos y psíquicos ante el llamado frente meteoropático, caracterizado por la tríada de viento intenso, sequedad ambiental y aumento de la ionización atmosférica positiva. Por otro lado, los días grises y lluviosos facilitan estados depresivos en personas predispuestas. 